# 27 de Abril
27 de Abril o Veintisiete de Abril è un distretto della Costa Rica facente parte del cantone di Santa Cruz, nella provincia di Guanacaste.